# كليفتون

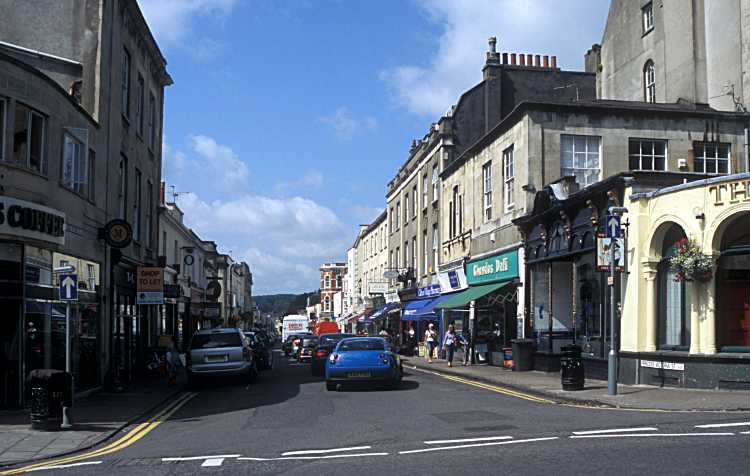
مركز قرية كليفتون

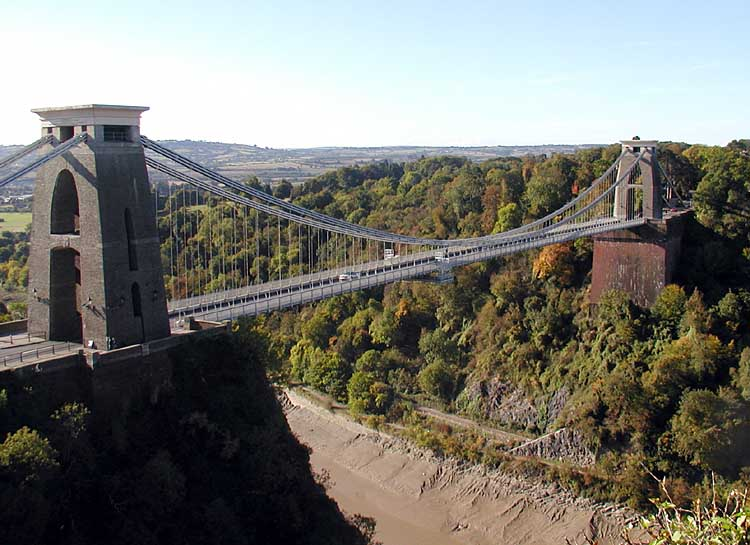
جسر كليفتون المعلق

تعتبر كليفتون إحدى ضواحي مدينة بريستول الواقعة في الجنوب الغربي من أنجلترا.

## الموقع والتاريخ
تقع إلى الجانب الغربي من مدينة بريستول وتعتبر إحدى أثري وأرقى المناطق في المدينة. ورد اسم قرية كليفتون في كتاب دوميزدي أو ما يسمى أحيانا بكتاب ونشيستر الذي تم الانتهاء منه عام 1086 والذي كان يهدف إلى أجراء مسح ميداني لمناطق أنجلترا. ظلت كليفتون قرية مستقلة إلى أن انضمت وأصبحت جزء من مدينة بريستول في العهد الجورجي بالتحديد عام 1830.

## التسمية
بما أن القرية تقع على حافة تلة يخترقها وادي شديد الانحدار فجائت التسمية مشتقة من كلمة تلة وأسفل أو انحدار بالأنجليزية وهي clif Down.

## كليفتون في العصر الحديث
تحتوي كليفتون على أقدم واثرى البيوت في بريستول وقد أسهمت في نموى وأزدهار بريستول قبل أن تضم إليها ،قديما وفي العهد الجورجي اشتهرت كليفتون بتجارة الدخان والعبيد، اليوم كليفتون تعتبر من المناطق السكنية الراقية لبريستول وتحتوي على عدد من المراكز الأقتصادية في مدينة بريستول مثل شارع السيدة البيضاء في الجزء الشرقي من كليفتون وكذلك مركز قرية كليفتون الذي يحتوي على العديد من المحالات التجارية والمصالح الصغيرة ومتوسطة الحجم.

## السياحة في كليفتون
توجد محطة قطار صغيرة تخدم كليفتون تقع على شارع السيدة البيضاء بالأضافة للعديد من محطات الباصات المنتشرة في العديد من أنحاء كليفتون
تحتوي كليفتون على العديد من المباني والمعالم المهمة منها:
- مباني لجامعة بريستول
- جسر كليفتون المعلق
- حديقة حيوان كليفتون
- كلية كليفتون
- بي بي سي بريستول
- العديد من الكنائس التاريخية

## أعلام
- فيليب هوب
- إدموند كينغ
- توني براون
- ستانلي براون
- فرانك ريسلي
- إرنست إيفانز
- توماس أدولفوس ترولوب
- هانا مور
- ريتشارد جيمس آرثر بيري
- جيرارد هودجكينسون

## وصلات خارجية
- موقع كليفتون الرسمي
- موقع سكن كليفتون هيل التابع لجامعة بريستول